# 日本司法支援センター
日本司法支援センター（にほんしほうしえんセンター、英語: Japan Legal Support Center）は、総合法律支援法に基づき、独立行政法人の枠組みに従って、日本国政府が設立した法務省所管の法人で、総合法律支援に関する事業を迅速かつ適切に行うことを目的としている。2006年（平成18年）4月10日に設立され、同年10月2日から業務を開始している。
愛称は法テラスで、「法で社会を明るく照らす」「陽当たりの良いテラスのように皆様が安心できる場所にする」という思いが込められている。
裁判制度の利用をより容易にするとともに、弁護士のサービスをより身近に受けられるようにするための総合的な支援の実施及び体制の整備に関し、民事、刑事を問わず、あまねく全国において、法による紛争の解決に必要な情報やサービスの提供が受けられる社会の実現を目指して、その業務の迅速、適切かつ効果的な運営を図っている。

## 概要
従来、日本では、私人間の法的トラブルに直面したとき、市町村役場などの行政機関や警察に相談することが多く、裁判所などの司法機関や弁護士、司法書士などの法律専門職に相談することは少なかった。
原因としては、司法的手段へのアクセスの悪さや、手続の煩雑さ、処理の遅さや不透明な費用報酬負担などが挙げられる。特に過疎地においては、身近に法律専門職がいないことも多く、法的トラブルの不公平な処理に、泣き寝入りする人も多かった。
これでは、法の支配をあまねく行き渡らせ、公平な裁判を受ける権利を保障する日本国憲法の理想に反する状況である。また、行政経費を削減して「小さな政府」を実現するためにも、透明で公正な「法律による紛争の解決」が、より広く利用される事後統制機能（行政指導による中央官庁の事前統制機能との対比）の充実が求められる。
そこで、このような司法制度利用の障害をなくし、法律専門職によるサービスをより身近に受けられるようにするための総合的な支援（総合法律支援）を推進するため、司法制度改革の一環として総合法律支援法が制定され、この「総合法律支援」に関する事業を迅速かつ適切に行うことを目的として、総合法律支援法により2006年（平成18年）4月1日に法テラスが設立された。初代理事長には元東京都副知事の金平輝子が、初代事務局長には森・濱田松本法律事務所パートナー弁護士の一木剛太郎が就任した。
法務省（検察庁を含む）など行政府のみならず、最高裁判所をはじめとする司法府、日本弁護士連合会（日弁連）、日本司法書士会連合会などの法律専門職の職能団体も運営に携わる。主たる事務所は東京都に置かれ、資本金や運営費は日本国政府が全額出資している。
役職員はみなし公務員となる。全国の都道府県庁所在地と函館市・旭川市・釧路市の計50か所に地方事務所、地方事務所の支部を計11か所、出張所を計11か所、地方事務所支部出張所を1か所、地域事務所を計35か所設置している。
法的トラブルについて、弁護士の紹介や費用の立替、情報提供を行う窓口としての機関であり、法テラス自体が法律問題の相談に応じる訳ではない。
2006年4月の発足より、約3年が経過した2009年3月の知名度は、28%であったが、その後2014年1月には47.3%と上昇した。

## 業務
1. 情報提供業務 - 法的トラブルの解決に役立つ法制度の情報提供を行う。また国民は、全国各地の事務所で、支援センターの専門職員に法的トラブルについて相談することができる。相談を受けた職員は、相談内容に応じて、最も適した機関や団体（弁護士会や司法書士会、地方公共団体など）を紹介する。インターネットでの情報提供や電話による相談も受け付ける。ただし、個別の事案に関する具体的なアドバイスや対処法などの法律相談とは異なる。
2. 民事法律扶助業務 - 資力の乏しい国民に対して、弁護士や司法書士に支払う裁判代理費用や書類作成費用の立て替えを行う（代理援助契約。依頼された弁護士などは、法テラスで認定された着手金、報酬金、実費等以外に、被援助者である委任者からいかなる名目の金員であっても受領してはならない）。
3. 国選弁護制度、国選付添人、国選被害者参加弁護士関連 - 捜査段階での被疑者弁護から起訴後の被告人弁護まで、刑事手続の各段階を通じて、一貫した刑事弁護体制を整備する。少年保護手続における国選付添人、被害者参加制度における国選被害者参加弁護士の選任手続も取り扱う。
4. 犯罪被害者支援業務 - 被害者支援に通じた弁護士や専門機関の紹介や情報提供を行う。
5. 司法過疎対策 - 司法過疎地域（法律専門職の少ない地域）での法律サービスを行う。
6. 多言語情報提供サービス - 専用電話番号（おなやみナイナイ）に入った電話を、利用者、通訳業者及び法テラス職員の３者間でつなぎ、法的トラブルの解決に役立つ法制度と相談窓口についての情報提供を外国語で行っている[4]。

## 組織

### 事務所
- 地方事務所 ｰ 全国に50か所。都道府県庁所在地（47か所 ）のほか、北海道に3か所（函館、旭川、釧路）。
- 支部 - 全国に11か所。川越（埼玉）、松戸（千葉）、多摩（東京立川）、川崎・小田原（神奈川）、浜松・沼津（静岡）、三河（愛知）、姫路・阪神（兵庫）、北九州（福岡）
- 出張所 - 東京に2か所（上野・八王子）、大阪に1か所（堺）。ほか、震災対応窓口が岩手に1か所（気仙）、福島に1か所（ふたば）。*
- 地域事務所のうち司法過疎地域事務所 - 全国に34か所。八雲・江差（函館）、むつ・鰺ヶ沢（青森）、宮古（岩手）、鹿角（秋田）、会津若松（福島）、牛久（茨城）、秩父（埼玉）、佐渡（新潟）、魚津（富山）、中津川・可児（岐阜）、下田（静岡）、福知山（京都）、南和（奈良）、倉吉（鳥取）、浜田・西郷（島根）、安芸・須崎・中村（高知）、平戸・対馬・壱岐・五島・雲仙（長崎）、高森（熊本）、延岡（宮崎）、鹿屋・指宿・奄美・徳之島（鹿児島）、宮古島（沖縄）。
- 地域事務所のうち扶助・国選地域事務所事務所 - ３か所。下妻（茨城）、熊谷（埼玉）、佐世保（長崎）

地方事務所、支部には法律事務所が併設されている事務所もある。

### 職員数と予算
常勤の一般職員数は738名（2021年現在）。
2022年度（令和4年度）の予算額は、運営交付金・国選弁護人確保業務等委託費併せて、324億5500万円。

## その他
知的財産権については、日本弁理士会の内部組織である地域会が無料相談を行っている。